# Vila-rodona

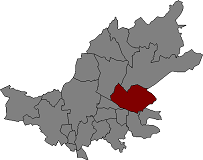
Położenie gminy na mapie comarki Alt Camp.

Vila-rodona (hiszp. Villarrodona) – gmina w Hiszpanii,  w Katalonii, w prowincji Tarragona, w comarce Alt Camp.
Powierzchnia gminy wynosi 33,11 km². Zgodnie z danymi INE, w 2005 roku liczba ludności wynosiła 1117, a gęstość zaludnienia 33,74 osoby/km². Wysokość bezwzględna gminy równa jest 259 metrów. Współrzędne geograficzne gminy to 41°18'46"N, 1°21'34"E.

## Miejscowości
W skład gminy wchodzą trzy miejscowości, w tym miejscowość gminna o tej samej nazwie:
- El Mas d'en Bosc – liczba ludności: 1
- Vila-rodona – 1087
- Vilardida – 29

## Demografia
- 1991 – 1017
- 1996 – 1005
- 2001 – 1001
- 2004 – 1070
- 2005 – 1117